# ダビ・アロヨ
ダビ・アロヨ・ドゥラン（David Arroyo Durán、1980年1月7日 - ）は、スペイン、タラベラ・デ・ラ・レイナ出身の自転車競技（ロードレース）選手。タイプはクライマー。

## 経歴
2001年にオンセと契約を結んでプロロード選手に転向。
2004年、ラ・ペコルに移籍
- ポルトガル一周で総合2位、新人賞を獲得。

UCIプロツアー制度元年の2005年にケス・デパーニュ（現 チーム・モビスター）に移籍。
- ツール・ド・フランスに初出場し総合53位。

2006年
- ツール・ド・フランス総合21位
- ブエルタ・ア・エスパーニャ総合19位

2007年
- ジロ・デ・イタリア総合10位
- ツール・ド・フランス総合13位。

2008年
- ツール・ド・フランス総合30位
- ブエルタ・ア・エスパーニャでは第19ステージを制した他、総合17位

2009年
- ジロ・デ・イタリアで総合11位となる。

2010年
- ジロ・デ・イタリアでは11ステージの歴史的な大逃げに乗って一気に総合順位を上げ、14ステージのモンテ・グラッパで総合首位のリッチー・ポートが大きくタイムを失った為、総合首位に躍り出ることになった。アロヨは15ステージのモンテ・ゾンコランにおけるリクイガス・ドイモの猛攻をしのいで18ステージまで総合首位を守った。19ステージのモルティローロ峠ではイヴァン・バッソとヴィンチェンツォ・ニバリを擁するリクイガス・ドイモのグループに上りで引き離されたが、ダウンヒルを苦手とするバッソが雨のモルティローロ峠の下りでスローダウンした状況に乗じ、タイム差を1分まで戻して総合首位を守るかに見えた。しかしゴールのアプリーカに向けた緩い上りを全力で逃げ続けたバッソらに対し、カデル・エヴァンス、アレクサンドル・ヴィノクロフ、カルロス・サストレらの有力選手らによる追走グループに追いつかれたアロヨは、先頭交代による共同でのバッソ追撃を拒否したヴィノクロフらとともに大きくペースを落とし、このステージ限りで総合首位を明け渡した。最終的には総合2位となり、表彰台の名誉を得た。

2011年
- ジロ・デ・イタリア 総合14位